# Baile Ghib
 Baile Ghib' (anglais : Gibbstown) est une petite localité de langue Gaeltacht (irlandaise) située dans le comté de Meath, en Irlande.
Avec un autre village, Ráth Chairn, ils composent le Meath Gaeltacht. Le Meath Gaeltacht compte 1 591 habitants, soit 2% de la population totale de l'Irlande Gaeltachtaí (pluriel de Gaeltacht). 16% des personnes vivant à Baile Ghib et Ráth Chairn parlent irlandais au quotidien en dehors du système éducatif selon le recensement de 2016.
Le Meath Gaeltacht englobe une zone géographique de 44 km2, soit 1% de la superficie du Gaeltacht. En revanche, le comté de Navan, à 8 km de Baile Ghib, compte plus de 30 173 habitants.

## Histoire

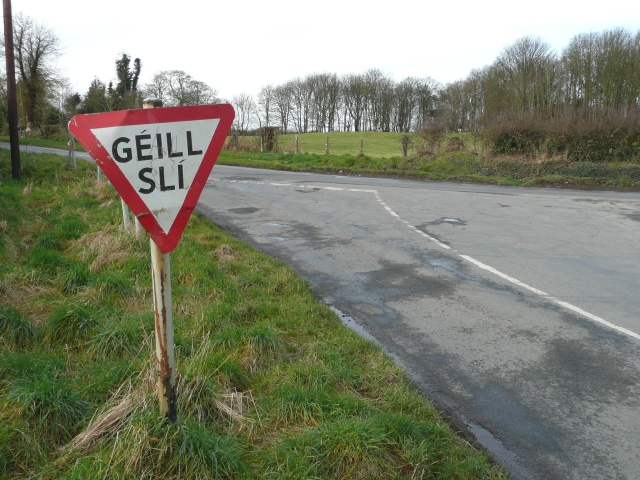
Un panneau d'intersection en langue irlandaise, au sud-est de BaileGhib.

Le Baile Ghib Gaeltacht a été fondé en 1937, lorsque des familles de langue irlandaise ont été déplacées de Gaeltachts sur la côte ouest de l'Irlande sous la Commission foncière. Baile Ailin (anglais: Allenstown) a été établi à proximité en même temps que Baile Ghib, mais s'est avéré moins efficace, la plupart de ses habitants le quittant. Chaque famille a reçu une maison, 22 acres, du bétail et du matériel agricole en échange de terres et de propriétés dans leur comté natal. Baile Ghib a finalement reçu le statut officiel Gaeltacht, avec Ráth Chairn, en 1967.
Aujourd'hui, Baile Ghib a un  club  GAA (Bhulf Tón CLG), une salle des fêtes, un magasin, une église et une école primaire (gaelscoil).